# رد (فیلم ۲۰۱۰)
رد (به انگلیسی: Red) یک فیلم اکشن، کمدی آمریکایی است که در سال ۲۰۱۰ اکران شد. این فیلم از روی کتاب کمیکی با همین نام ساخته شد. بروس ویلیس و مورگان فریمن از بازیگران این فیلم هستند.
در نسخه فیلمی این داستان، نام Red شکل کوتاه شده‌ای در نظر گرفته شده از جمله‌ای که بر روی مهر پرونده سرکار پلیس، فرانک موسس (بروس ویلیس) زده شده به این مضمون: «retired, extremely dangerous» (بازنشسته و بسیار خطرناک).

## خلاصه داستان
فرانک موسس (بروس ویلیس) در میابد جانش در خطر قرار دارد و عده‌ای می‌خواهند او را بکشند پس تصمیم می‌گیرد. همراه با سارا (مری-لوئیز پارکر) که دوست دخترش است فرار کند. اما سارا که نمی‌داند جانش در خطر است و فرانک مأمور سیا بوده‌است مقاومت می‌کند و فرانک مجبور می‌شود دهان و دست‌های او را ببندد و او را با زور با خود ببرد.
او پس از تحقیق می‌فهمد گروهی که به دنبال او هستند چندی قبل یک خبرنگار را کشته‌اند، او می‌فهمد این خبرنگار بر روی عملیاتی که سال‌ها قبل در گواتمالا انجام داده کار می‌کرده و تمام کسانی که در این عملیات شرکت داشته‌اند کشته می‌شوند.
او متوجه می‌شود معاون کنونی رئیس‌جمهور درزمان گذشته در این عملیات شرکت داشته و حالا می‌خواهد کاندید ریاست جمهوری شود و برای همین می‌خواهد تا مدارک حضور خود را پاک کند. ازهمین رو فرانک تصمیم می‌گیرد تا با گروهی از کارکنان بازنشسته سیا جلوی معاون رئیس‌جمهور را بگیرد و…

## بازیگران
- بروس ویلیس در نقش فرانک موسس
- مری-لوئیز پارکر در نقش سارا روسس
- مورگان فریمن در نقش جو ماتسن
- جان مالکوویچ در نقش ماروین باجز
- هلن میرن در نقش ویکتوریا وینسلو
- کارل اوربان در نقش ویلیام کوپر
- ربکا پیدگئون در نقش سینتیا ویکس
- برایان کاکس در نقش ایوان سیمونوف
- جولین مک‌ماهون در نقش رابرت استانتون (معاون رئیس‌جمهور)
- ارنست بورگناین در نقش هنری، نگهدارنده اسناد
- ریچارد درایفس در نقش الکساندر دانینگ
- جیمز رمار در نقش بیشاپ گابریل سینگر